# Conquista portuguesa do Barém
A conquista do Barém pelos portugueses ao Emirado Jábrida foi uma campanha militar levada a cabo em 1521 pelas tropas de António Correia.

## Contexto
Alguns anos antes, os portugueses tinham conquistado Hormuz e transformado-o num protectorado. Esta conquista rendeu-lhes o domínio total do comércio entre a Índia e a Europa que fluía pelo Golfo Pérsico.
Os portugueses estavam determinados a garantir que a ilha do Barém reconhecia a autoridade do rei de Ormuz e lhe pagava tributos anuais, cabendo grande parte ao vizir Rukn ed-Din, que tinha negócios pessoais na ilha. O Barém era considerado um dos mais importantes territórios do rei de Ormuz devido ao valor estratégico e comercial da ilha.
Pretendendo reforçar o seu domínio sobre o Barém, o rei de Ormuz procurou obter a ajuda dos portugueses, que estavam obrigados a defender as terras dele. Pediu navios e soldados para recuperar o controlo de Barém e Catifa. Os portugueses viram isto como uma oportunidade para enfraquecer Mocrim, o emir jábrida, devido ao poder naval de que dispunha, algo que representava um perigo para os seus interesses na região.
Chegados navios da Índia portuguesa a Hormuz nos princípios de Maio de 1521 ficou combinada uma campanha no Barém.

## A conquista

Bandeira naval e de guerra portuguesa com a cruz da Ordem de Cristo.

Constatou-se estar a ilha do Barém bem fortificada mas isto não impediu os portugueses de desembarcar as suas tropas a 27 de Junho.
Foi travada uma batalha e a vantagem pendeu para as tropas de Mocrim ao início mas ao fim de um curto espaço de tempo ele foi atingido e retirou-se imediatamente da peleja. Morreu três dias mais tarde e a sua cabeça foi cortada, para ser enviada para Hormuz. O comandante português, António Correia, mais tarde pintou a cabeça ensanguentada do Mocrim no brasão da sua família em Lousã e ainda figura no brasão do Conde da Lousã, o descendente de Correia em Portugal. A ilha do Barém foi então saqueada e os navios de Mocrim incendiados pelos portugueses.

## Rescaldo
Conquistada a ilha do Barém, António Correia nomeou um árabe de nome Lucat, homem respeitado pela população, como governador da mesma. 
O triunfo desta campanha enfraqueceu os muçulmanos xiitas, pois cortou-lhes o domínio do Barém. Outros territórios sunitas na região, tal como Catifa e Hasa renderam-se voluntariamente aos turcos Otomanos por temor dos portugueses.
O Estado Português da Índia começou rapidamente a construção do enorme forte do Barém para impor o seu domínio sobre o território adquirido. Esta fortaleza é hoje Património Mundial da UNESCO. Uma importante consequência deste período foi a transformação do que significava o termo "Barém". Antes da conquista por António Correia, "Barém" era uma região mais vasta mas depois veio a limitar-se ao arquipélago que hoje constitui o actual estado do Bahrain especificamente. A conquista de António Correia basicamente definiu os contornos do país.